# アントニオ・マッケイ
アントニオ・マッケイ（Antonio McKay Sr.、1964年2月9日 - ）は、アメリカ合衆国の陸上競技選手。1984年ロサンゼルスオリンピックの金メダリストである。ジョージア州アトランタ出身。

## 経歴
マッケイは、400mを得意とした選手で、1984年ロサンゼルスオリンピックで国際舞台にデビュー。1990年代前半にかけて活躍した。ロサンゼルスオリンピックでは400mで銅メダル。4×400mRでもアメリカチームのアンカーとして金メダルを獲得。
1986年のモスクワで行われた第1回グッドウィルゲームズの400mで1位を獲得し、国際大会の個人種目では初めての優勝を果たす。翌年のローマで開催された世界選手権では400mと4×400mRにエントリー。400mは棄権してしまったものの、4×400mRでは金メダルを獲得。
マッケイは、1988年ソウルオリンピックにも出場しているが、4×400mRの準決勝のみの出場にとどまっている。
マッケイは室内の大会でも活躍。1987年、1989年の世界室内陸上の400mで2連覇を達成。1984年には400mで45秒79、1987年には300mで32秒51と2つの世界新記録を樹立している。

## 自己ベスト
- 400m - 44秒69 （1986年）

## 主な実績
| 年   | 大会                       | 場所                                 | 種目    | 結果 | 記録      |
| ---- | -------------------------- | ------------------------------------ | ------- | ---- | --------- |
| 1984 | オリンピック               | ロサンゼルス（アメリカ合衆国）       | 400m    | 3位  | 44秒71    |
| 1984 | オリンピック               | ロサンゼルス（アメリカ合衆国）       | 4×400mR | 1位  | 2分57秒91 |
| 1986 | グッドウィルゲームズ       | モスクワ（ソビエト連邦）             | 400m    | 1位  | 44秒98    |
| 1987 | 世界室内陸上競技選手権大会 | インディアナポリス（アメリカ合衆国） | 400m    | 1位  | 45秒98    |
| 1987 | 世界陸上競技選手権大会     | ローマ（イタリア）                   | 4×400mR | 1位  | 2分57秒29 |
| 1989 | 世界室内陸上競技選手権大会 | ブダペスト（ハンガリー）             | 400m    | 1位  | 45秒59    |